# Educande d'America
Educande d'America (Finishing School) è un film statunitense del 1934 diretto da George Nicholls Jr. e Wanda Tuchock.